# Tamines
Tamines (en wallon Tamène) est une section de la commune belge de Sambreville, située en Région wallonne dans la province de Namur. C'était une commune à part entière avant la fusion des communes de 1977.

## Géographie

### Situation générale
Arrimée en rive gauche de Sambre, Tamines se situe à 18 km de Charleroi, 25 de Namur, et à 8 km de Fleurus et de Fosses-la-Ville, aux coordonnées GPS N 50° 26.000 E 04° 36.000. Le village est au centre du territoire communal de Sambreville, cerné par Velaine-sur-Sambre au nord, Auvelais à l'est, Falisolle au sud et Moignelée à l'ouest.

### Hydrographie
Le territoire de Tamines est bordé sur 6 kilomètres par la Sambre, qui décrit une large boucle autour du village, en l’entourant par le sud et l’est. À la suite de la canalisation progressive de la Sambre, au cours des XIXe et XXe siècles, deux bras morts, appelés « noues » existent encore dans le paysage ; l’une en rive gauche, dans le quartier des Alloux, l’autre en rive droite à proximité du centre de Tamines.
Un mince ruisseau tributaire de la Sambre traverse le territoire de Tamines : le Bruzero, au nord du territoire, descendant du Bois du Chesselet.
Des marais ont été classés en réserve naturelle, en rive gauche de la Sambre, à proximité du centre de Tamines. Ils portent le nom d’Espace Jean Poulain, du nom d’un ancien bourgmestre de Sambreville.

### Relief et géologie
Positionnée sur un faible versant d’adret, à une altitude moyenne de 110 mètres (103 mètres au seuil de la gare), Tamines comporte néanmoins des différences de relief sensibles, entre les rives de la Sambre (93 mètres) et les hauts de versant du Tienne d’Amion au sud et du Bois du Chesselet au nord (125 à 130 mètres d’altitude). Le village se développe cependant sur le bas de versant, où le relief est peu marqué.
La Sambre a charrié des alluvions graveleux dans son lit majeur, que domine un replat limoneux dans le lieu-dit de la Campagne des Tombes. Des poches d’argiles ont cependant été localement exploitées en surface à cet endroit. En sous-sol, Tamines se situe sur d’importantes veines de charbon et de schiste.

### Climat
Tamines jouit globalement d'un climat tempéré d'influence océanique.

### Urbanisation
Avant 1840, Tamines n’a pas connu d’évolution majeure dans sa trame urbaine. Idéalement positionné sur une dernière basse terrasse face à un gué sur la Sambre, à l’abri des inondations majeures, le village ancien s’est développé autour de l’enclos paroissial. Deux voies principales le quittaient par le nord, l’une reliant l’enclave namuroise des Alloux (à une époque où Tamines relevait de l’autorité du Prince-Evêque de Liège), l’autre prenant la direction de Fleurus.
Situé sur d’importants gisements houillers, le village a profité très tôt de la Sambre pour exporter sa production, avant de voir s’ériger une station ferroviaire sur la ligne reliant Charleroi à Namur et Liège. À partir de 1850-1860, la croissance démographique découlant de l’essor économique va densifier considérablement la trame urbaine, avec l’empierrement progressif des voiries historiques et la création d’une nouvelle chaussée. L'habitat, autrefois groupé mais lâche, évolue vers la mitoyenneté, tant dans le centre ancien que le long des nouvelles voiries. Après la Seconde Guerre mondiale, l'urbanisation se poursuit dans les campagnes, vers l'ouest du territoire, privilégiant l'habitat à quatre façades dans les lotissements aisés et les habitations jumelées ou triplées dans les lotissements ouvriers ou sociaux. Principale conséquence de cette urbanisation massive du sol, la surface disponible est aujourd'hui considérablement réduite et l'agriculture a pratiquement disparu du paysage urbain.

### Morphologie urbaine

#### Quartiers
- Bois des Noix.
- Les Bachères.
- Les Alloux.
- La Praile.
- Wércha.

#### Terrils
- Terril Sainte-Eugènie.
- Terril Grogneau.
- Terril de Falisolle.

#### Bois
- Bois des Mazuirs.

### Démographie
- Sources : INS. Rem. : 1831 jusqu'en 1970 = recensements, 1976 = nombre d'habitants au 31 décembre.

### Voies de communication
Outre l’autoroute E42 qui passe 7 km au nord du territoire, deux axes principaux traversent Tamines. Le premier porte aujourd’hui le matricule N 988 ; il relie depuis 1841 le plateau de Hesbaye (Ligny) à l’entre-Sambre-et-Meuse (Denée). Le second, la N 90, a été achevé dans les années 1990, et relie Namur à Charleroi avec deux fois deux bandes.
Le village possède une gare ferroviaire de relative importance, sur la ligne SNCB (L130) reliant Namur à Charleroi.
Dans un rayon de 25 km se
trouvent encore l’aéroport de Charleroi, Brussels South Airport, et des connexions autoroutières et ferroviaires vers Bruxelles et Luxembourg.

### Environnement

#### Parcs
Le parc entourant le monument de la place Saint-Martin a fait l’objet d’un classement accompagnant celui du Cimetière des fusillés, non loin de là. C’est là en effet que furent assassinés 383 civils le 22 août 1914. Il s’agit d’un espace de pelouses ceinturées par des haies de lauriers cerise maintenues basses, à l’ombre de hauts peupliers. Des panneaux d’information viennent éclairer le passant sur la Tragédie de Tamines.
Ailleurs, de petits squares ponctuent la trame urbaine, mais aucun n’est aménagé en parc au sens strict.

#### Sites d’intérêt paysager ou écologique
Aucune analyse paysagère n’a été publiée sur le seul territoire de Tamines, les sites d’intérêt ne sont donc pas reconnus comme tels. Plus de 35 hectares (sur 614, soit 5,7 % du territoire) présentent par contre un intérêt écologique reconnu ; il s’agit pour l’essentiel de plans d’eau issus de la canalisation progressive de la rivière et d’un ancien terril.

#### Noue « amont » (0,7 ha)
« Cette ancienne noue est située en rive droite de la Sambre canalisée, en aval de Tamines. Elle se présente actuellement comme un petit plan d'eau allongé aux berges largement boisées. Certains tronçons sont aménagés à des fins récréatives (aire de pique-nique, jeux pour enfants, promenade aménagée) et pour la pratique de la pêche. L'intérêt du site est avant tout floristique et ornithologique mais d'une manière générale, la faune demeure largement méconnue. ».

#### Noue « aval » (1,12 ha)
« Cette ancienne noue est située en rive gauche de la Sambre canalisée, en aval de Tamines, en face des usines d'Auvelais. Elle se présente actuellement comme un petit plan d'eau allongé prenant place dans une zone boisée au caractère sauvage. L'intérêt du site est avant tout floristique et ornithologique mais d'une manière générale, la faune demeure largement méconnue. ».

#### Réserve naturelle Jean Poulain, rue des Pachis (7,7 ha) – 2003
« Cette réserve est constituée d'un complexe de prairies marécageuses dans la plaine alluviale de la Sambre. On y trouve divers groupements végétaux comme des roselières, des cariçaies, des groupements à bidents colonisant les vases exondées, des bosquets de saules, etc. Les Pachis constituent assurément un refuge précieux pour l'avifaune (tant nicheuse que migratrice) dans cette zone industrielle fort dégradée. ».

#### Terril Sainte-Eugénie, (24,6 ha)
« Situé en Basse Sambre, au nord de Tamines, ce terril fut érigé entre 1880 et 1965, dans le cadre des activités du charbonnage Sainte-Eugénie, et fut ensuite remanié durant les années 1980. Si le site du charbonnage est en cours de reconversion industrielle, le terril par contre est laissé à la nature et au développement de la biodiversité. Il se présente actuellement comme une colline irrégulière au couvert végétal nul ou peu développé, à l'exception de son flanc nord occupé par un peuplement forestier varié. Un plan d'eau est présent sur le site, bordé de roselières et accueillant la reproduction de plusieurs espèces d'amphibiens. On y observe notamment le crapaud calamite (Bufo calamita), espèce Natura 2000. Un oiseau très menacé en Wallonie, l'alouette lulu (Lullula arborea), a niché sur le terril en 2010. Parmi les insectes, on soulignera plus particulièrement la présence de deux papillons rares au nord du sillon sambro-mosan : l'argus vert (Callophrys rubi) et le point de Hongrie (Erynnis tages). ».

#### Zone humide de la rue de l’abattoir (0,5 ha)
« Situé en rive droite de la Sambre, non loin de la noue de Tamines amont » issue de la canalisation progressive de la rivière, « le site est constitué d'un complexe de prairies humides à joncs et de mégaphorbiaies, incluant des mares à massettes ainsi qu'une petite prairie de fauche sèche. Sur le plan floristique, on y signale une population d'œnanthe fistuleuse (Oenanthe fistulosa), ombellifère très menacée en Wallonie. La prairie sèche héberge l'œillet velu (Dianthus armeria). La faune renferme plusieurs espèces peu communes dont le criquet des marais (Stethophyma grossum), un orthoptère écologiquement très exigeant et typique des près humides. La zone est incluse dans le site Natura 2000 "Basse Sambre". ».

#### Sentiers et voies lentes
Le village est encore traversé par quelques sentiers piétonniers, qui témoignent d’anciennes voies herdales (chemins empruntés par les troupeaux communaux). Certains portent un nom, d’autres pas.
Le sentier de grande randonnée GR 412, appelé aussi Sentier des terrils, traverse Tamines au nord du territoire, par le quartier de la Praile puis des Alloux.
Le Ravel 1 – ouest reliant Charleroi à Namur passe par les berges de la Sambre à Tamines. Il est asphalté sur toute la section concernant le village.

## Histoire

### Toponymie et archéologie
Il n’y a aucune hypothèse sérieuse sur l’étymologie de Tamines, et aucune fouille archéologique n’y a été menée. Cependant, les travaux de l’historien Jean Fichefet, en 1963, ont pointé un certain nombre de lieux-dits laissant supposer une présence dès la fin de l’âge du fer et le début de la période romaine belge.

### Préhistoire et Protohistoire
La longue période précédant la présence romaine n’a jamais été éclairée de découvertes. Néanmoins, Tamines se situe à 10 km de l’abri sous roche dans lequel les restes de l’Homme de Spy ont été découverts en 1875. Il est fort probable que l’emplacement du village se fut alors trouvé sur le territoire d’une population humaine autour de -36 000. De même, les vestiges humains découverts en 1988 dans la grotte de Claminforge, à Falisolle, attestent d'une occupation de la région au Mésolithique (entre -10 000 et -5 000). Enfin, les polissoirs de Velaine-sur-Sambre (commune de Sambreville) témoignent d’une présence au Néolithique, vers – 3 500.

### Période romaine (52 ACN. - 476 PCN.)
L’historien Jean Fichefet, en 1963, supposait une présence située entre la fin de l'âge du fer et le début de la période romaine. Un Bois du Chesselet, occupant au nord du territoire de Tamines et un lieu-dit La Praile qui pourrait tirer son nom du latin « praelium », la bataille. Des lieux-dits en -ville, -villez, attestant une possible exploitation agricole autour d’une Campagne des Tombes où deux monnaies du IIe siècle ont été découvertes de manière fortuite à la fin du XIXe siècle.
Dans un contexte plus large, deux sépultures ont été découvertes à Auvelais, à 2 km, et à Arsimont, à 5 km. Des villas sont attestées à Fosses-la-Ville, à Aiseau-Presles, ainsi qu’un fanum. La route Bavay-Tongres passe 10 km au nord du territoire et le vicus d’Aubechies n’est qu’à 25 km. Replacé sur la carte des découvertes attestées de la période romaine, Tamines doit avoir accueilli également un petit domaine agricole.

### Moyen Âge et Temps Modernes (476-1789)

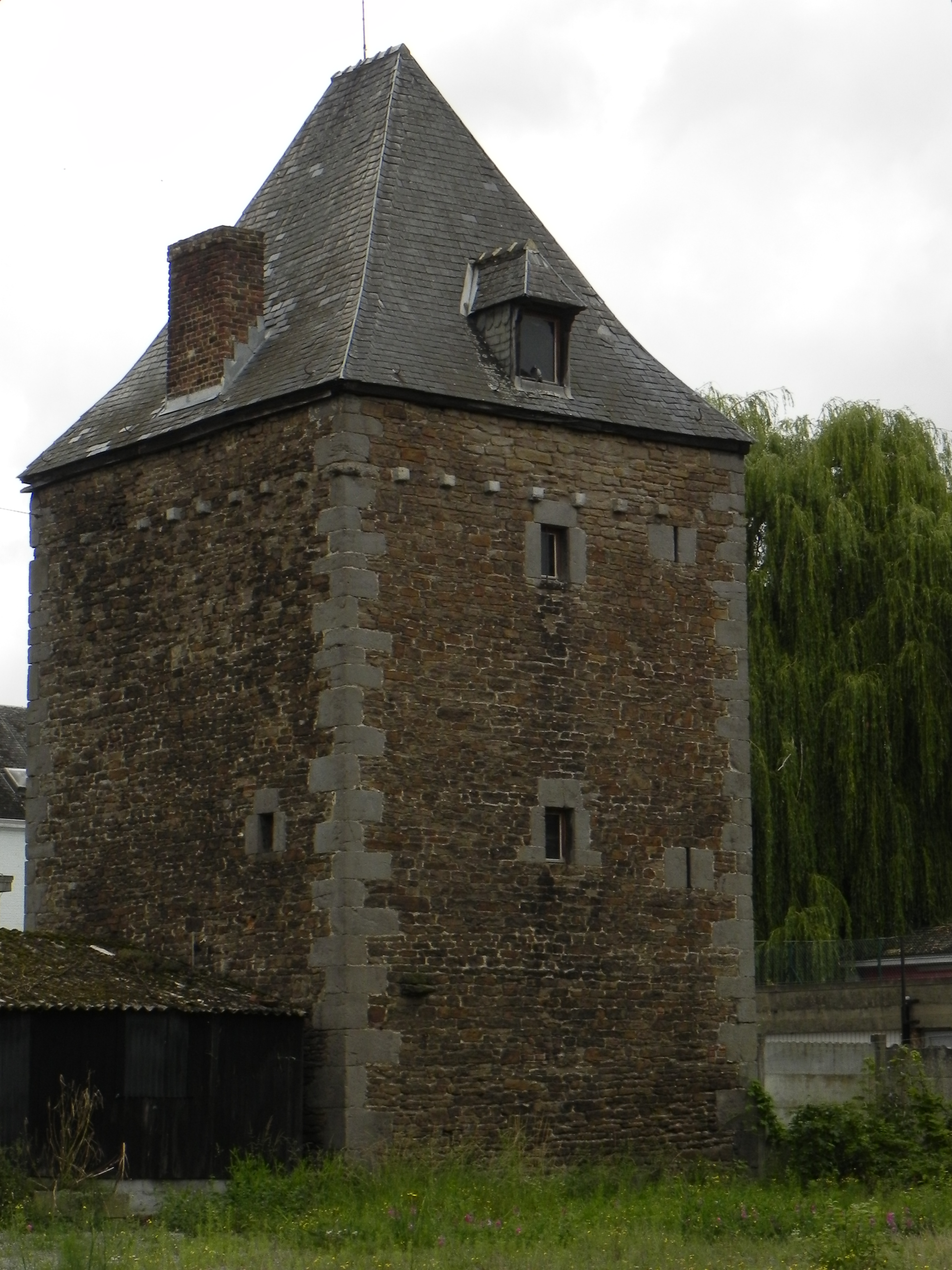
La « Vieille tour », petite maison forte du bas Moyen Âge.

Bien qu’aucun vestige du haut Moyen Âge n’ait été découvert sur le territoire, le village semble avoir profité de sa position sur un gué permettant le franchissement de la Sambre, sur la route reliant deux grands domaines.
En effet, l’abbaye de Fosses, fondée au VIIe siècle par des prédicateurs irlandais sur un territoire appartenant à l’abbaye de Nivelles, devait entretenir avec celle-ci des contacts assidus. Et la route la plus directe reliant ces deux grandes abbayes traverse la Sambre à Tamines.
Le village apparaît dans les textes au milieu du XIIe siècle, puis il est mentionné dans l’orbite du prieuré d’Oignies, fondé en 1192 sur la rive droite de Sambre. Une importante ferme de Tamines en dépendait, face à l’église Saint-Martin. Le territoire est alors partagé entre les juridictions liégeoise (pour l’essentiel) et namuroise (pour les Alloux). Les documents qui font mention de Tamines concernent essentiellement des litiges de propriété et de culture.

### Période industrielle (1789 - 1975)
Peu concerné par les événements de 1789, Tamines voit néanmoins passer une partie des troupes impliquées dans la Bataille de Waterloo, en 1815. Les principales conséquences de la fin de l’occupation française sont l’ouverture de l’industrie au marché anglo-néerlandais. Le bassin de Charleroi connaît un essor fulgurant pendant les cent cinquante ans qui suivront la victoire des troupes coalisées.

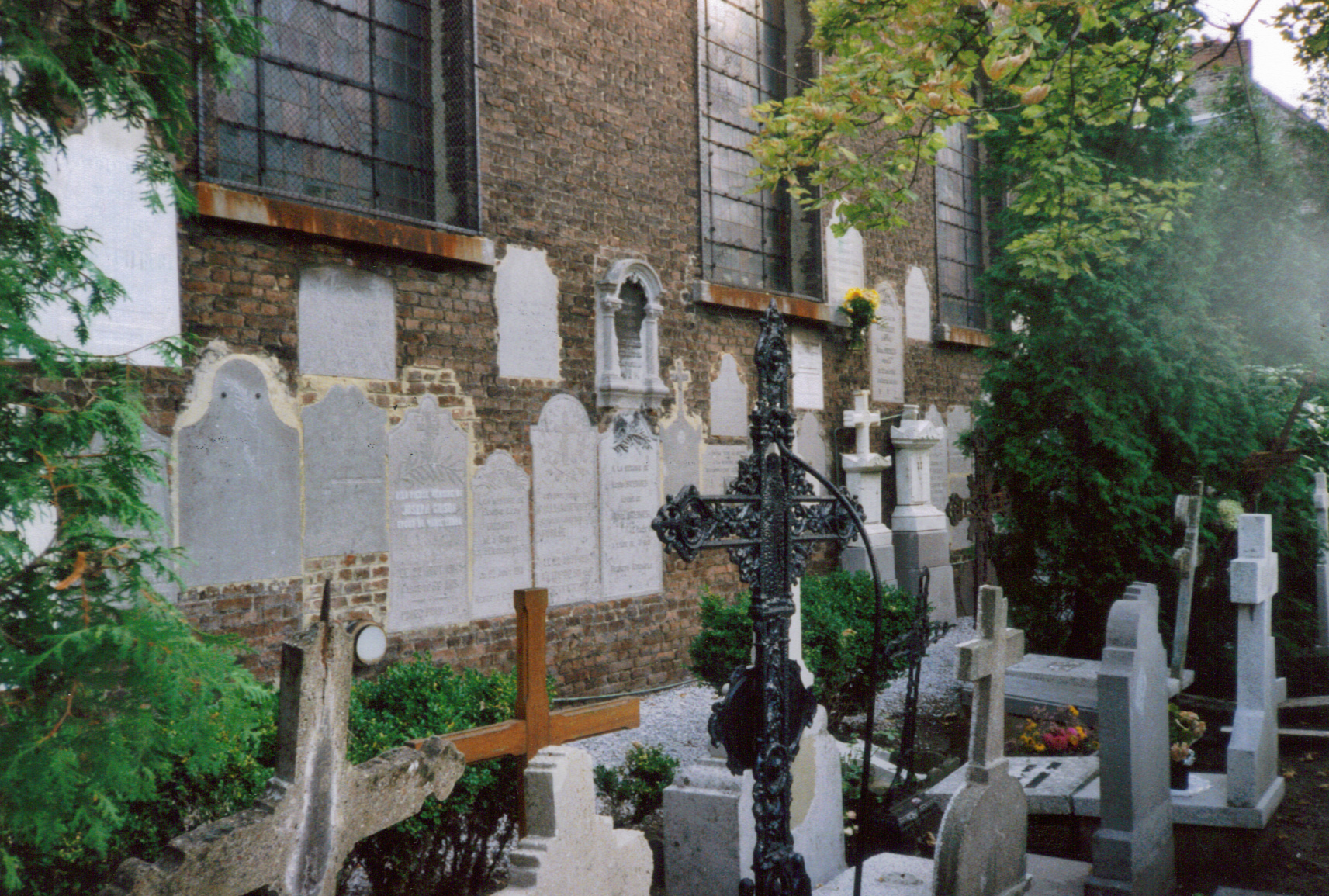
Le cimetière des fusillés.

Tamines bénéficie de cet essor. L’exploitation du charbon concerne le village, avec plusieurs charbonnages (Sainte-Barbe, les Charbonnages Réunis et Le Hasard). Grâce à la canalisation progressive de la Sambre, initiée par les Hollandais dès 1825, les productions houillères puis métallurgiques sont expédiées vers le bassin de la Mer du nord. Rapidement, cependant, le train supplante le transport fluvial : en 1841, la ligne reliant Namur à Charleroi est inaugurée. C'est à cette époque, à la brasserie Le Cochet, qui était située à Tamines, qu'eut lieu un des vols pour lesquels la bande noire fut jugée en 1862.
Cet âge d’or est cependant marqué par un massacre de civils perpétré par les soldats de la IIe armée allemande, au début de la Première Guerre mondiale. Lors de son avancée vers Charleroi, pour contrôler le sud de la Belgique, l’armée allemande s’oppose violemment à l’armée française, retranchée en rive droite de Sambre. Ces affrontements sont particulièrement meurtriers à Auvelais, Arsimont et Tamines. Le village, situé en rive gauche, est alors pris pour cible par les Allemands, qui réquisitionnent plusieurs centaines de civils. 383 seront fusillés en quelques heures sur la place du village, le 22 août, et près de 250 maisons incendiées. Ce Massacre de Tamines a marqué les esprits et, avec ceux d’Andenne, Dinant ou Louvain, saisiront l’opinion publique européenne. Ces faits sont alors exploités par la propagande alliée, notamment anglo-saxonne.
Malgré ce terrible événement, l'important essor démographique se poursuit pendant plus d’un siècle, l’industrie de la région drainant des ouvriers hesbignons puis flamands, avant l’arrivée des Italiens dans les années 1950. Entre 1860 et 1910, la population de Tamines est multipliée par trois.
En 1965, les charbonnages de Sainte-Barbe et de Sainte-Eugénie cessent leurs activités. Au tournant des années 70-75, le tri postal et les ateliers du chemin de fer ferment successivement leurs portes. La disparition de près de 3 000 emplois directs stoppera brutalement l’activité de la Basse-Sambre.

## Héraldique
|  | Blasonnement : De sable semé de larmes d'argent, à la croix d'or chargée de huit flammes de gueules et portant en cœur la date 1914 en chiffres de sable. - Arrêté royal : 15 mai 1932 |

## Économie

### Marchés
Le marché hebdomadaire a lieu le vendredi matin sur la Place Saint-Martin.

## Administration communale et Politique

### Hôtel de ville
Jusqu'à la fusion des communes de 1977, Tamines possédait un hôtel de Ville, situé avenue Roosevelt ; il accueille aujourd’hui une antenne du Centre public d’action sociale. L’hôtel de ville communal est désormais situé à Auvelais.

### Liste des bourgmestres depuis 1830
1878-1884 : ? Delwart (Parti libéral).
1884-1890 : Louis Gochet (Parti catholique).
1890-1914 : ?
Vers 1914 : M. Guiot (Bourgmestre faisant fonction en 1914 au début de la première guerre mondiale).
1914-1918 : Emile Duculot (Parti catholique, faisant fonction).
1918-1921 : Emile Duculot (Parti catholique).
1921-1927 : Jules Guyot (Parti libéral).
1927-1947 : ?
1947-1964 : Hilaire Bertinchamps (PSC).
1964-1970 : Eugène Rondia ( Rassemblement Wallon ).
1970-1976 : André Mathelart (PSC).
En 1977, Tamines rejoint Sambreville, dont le bourgmestre actuel est Olivier Bordon (Les Engagés).

### Quartiers administratifs

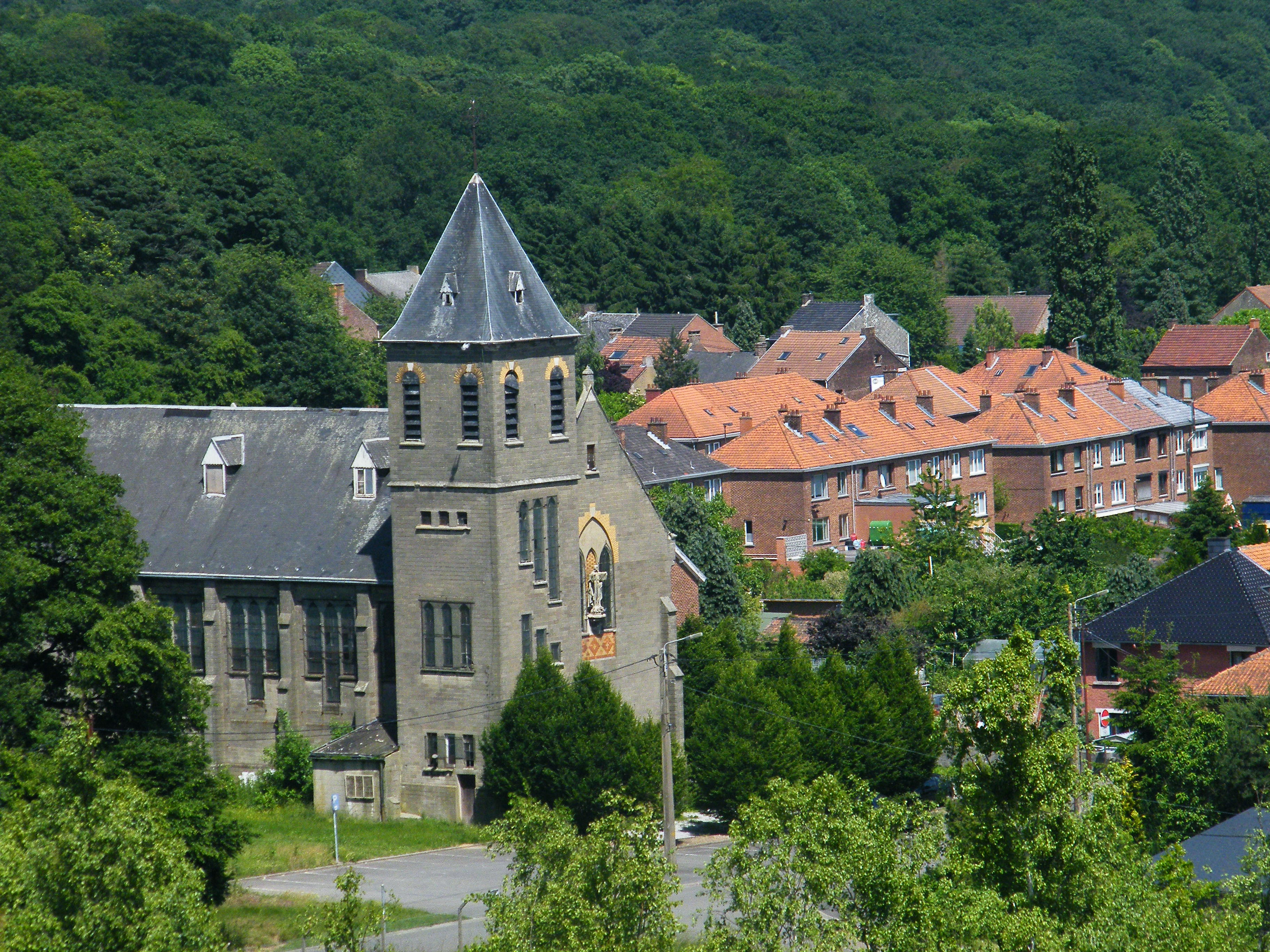
Eglise de la Praile, Tamines

Le territoire est partagé en quatre quartiers administratifs. Saint-Martin regroupe les rues du centre, entre la Sambre et l’ancien hôtel de ville, incluant la gare et la rue Saint-Martin. Les Alloux regroupent les rues desservies par l’avenue Roosevelt et la rue des Alloux. La Praile est plus nettement défini, au-delà de la N90, autour de son église désaffectée. Les Bachères enfin se situent de part et d’autre de la rue du même nom et autour du square Jean Tousseul.

## Patrimoine et culture

### Patrimoine architectural, sites et monuments
En raison de son essor tardif (après 1840) et des destructions du centre en août 1914, Tamines ne possède pas un patrimoine exceptionnellement abondant ou remarquable. Néanmoins, plusieurs éléments sont classés en raison de leur ancienneté ou de leur rareté, dans un noyau urbain encore relativement préservé.

#### Moyen Âge
Tour de la seconde moitié du XVe siècle (rue Saint-Martin n°18), classée par Arrêté du 18/07/1966.

#### Période contemporaine

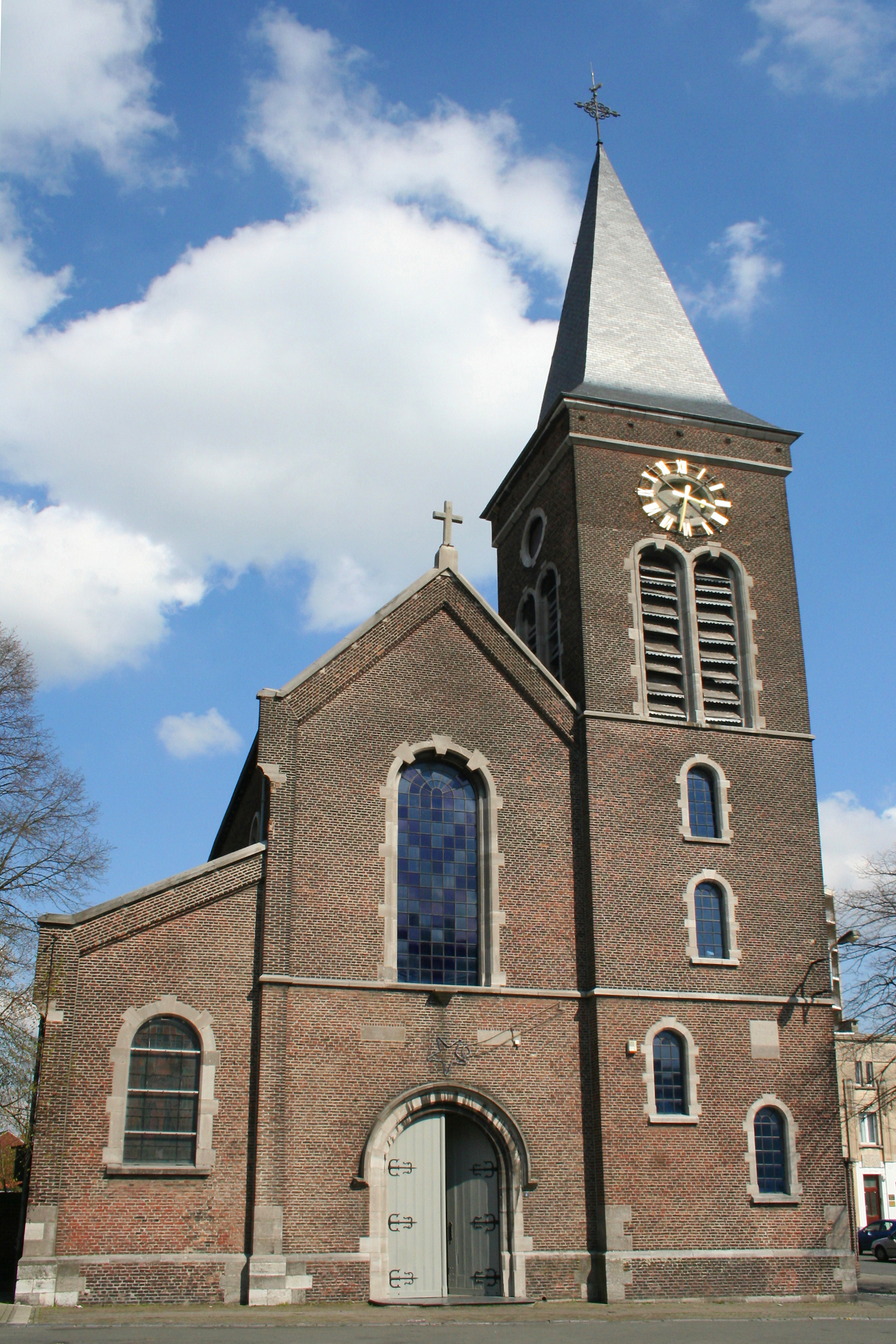
L'église Saint-Martin.

- L'église Saint-Martin.L'église Saint-Martin. L'église bâtie en 1833 en style néo-classique et reconstruite en 1896 en style néo-gothique par l'architecte Lange[8]. L'église fut agrandie en 1705 et démolie en 1833 sauf la tour qui a du être abattue pour agrandir la nef en 1896 et remplacée par une tour latérale[9].
- L'église Notre-Dame des Alloux. Construite en style néo-gothique en 1886-1887[10]. En 1888 l'église est érigée en succursale de l'église Saint-Martin par arrêté royal[11].
- L'ancienne église du Sacré-Cœur de la Praile. Bâtie aux frais des S. A. des Charbonnages de Tamines en 1921 et acheté par la fabrique d'église en 1969. La chapellenie de la Praile a été crée le 4 septembre 1945 et le 8 juin 1949 par arrêté royal[12]. L'église a été fermée en 2011 pour cause d'insécurité suite à des infiltrations d'eau[13].
- Eglise Saint-Joseph (Bachères).
- Gare ferroviaire monumentale de 1881.
- Ancien hôtel de ville. Construite en 1870, le bâtiment a subi peut de transformations[14].
- Cimetière des fusillés, enclos du cimetière et monument commémoratif, vers 1920 (place Saint-Martin),  classés par Arrêté du 02/07/2009 et inscrits en 2023 à la liste du patrimoine mondial de l’UNESCO comme sites funéraires et mémoriels de la Première Guerre mondiale.

- Nombreuses façades ou éléments de façade de l’entre-deux-guerres (quartier Saint-Martin surtout).
- Lotissements des Bachères, daté des années 1930-1950.

#### Monuments commémoratifs
- Monument Français. Elevé en hommage au caporal Pierre Lefeuvre le 29 juillet 1923[15].
- Monument « Aux Martyrs ». Edifié sur la place des Martyrs par le sculpteur Louis Mascrée. En 1940, les allemands n'en supportent pas la présence le détruisirent. Après la libération, on le reconstruit[16].
- Le cimetière des fusillés autour de l'église Saint-Martin.

#### Cimetières
Tamines présente trois cimetières. Le plus ancien est probablement celui dit des Fusillés, aujourd’hui classé ; cimetière paroissial à l’origine, il accueille depuis 1921 les sépultures des victimes civiles du massacre de Tamines. Un second se trouve rue des Bachères ; il fut probablement ouvert vers 1880 ou 1890. Le troisième est situé rue de l’Ile ; il dessert la paroisse des Alloux.

## Enseignement

### Primaire et fondamental
Tamines a quatre établissements d'enseignement primaire. L'un relève du réseau officiel communautaire (École fondamentale autonome 'Michel Warnon'), les trois autres du réseau libre catholique (École fondamentale Saint-Jean-Baptiste, l'École fondamentale Sainte-Catherine, et l'École fondamentale Saint-Louis-Sainte-Marie).

### Secondaire
Tamines a deux écoles secondaires, à savoir l'Athénée Royal relevant du réseau officiel de la Communauté française et la Communauté Éducative Saint-Jean-Baptiste, école qui relève du réseau libre catholique et de la Communauté Éducative Lasallienne.

### Supérieur
Tamines a un campus de la Haute École Albert Jacquard qui dispense des formations de bachelier en gestion comptabilité et de bachelier en assistant de direction.

### Artistique
Tamines compte une académie des beaux-arts, subsidiée par la Communauté française (place du Jumelage) ; on y enseigne le dessin, la peinture, la gravure, la céramique, la photographie et l’histoire de l’art.
A la même adresse, le conservatoire Lucien Robert propose des cours de musique et d’arts de la scène (danse, diction, déclamation).
La Rock’s cool, académie des « musiques actuelles » subsidiée par la province de Namur, a établi une antenne à Tamines, rue du Presbytère.

## Galerie

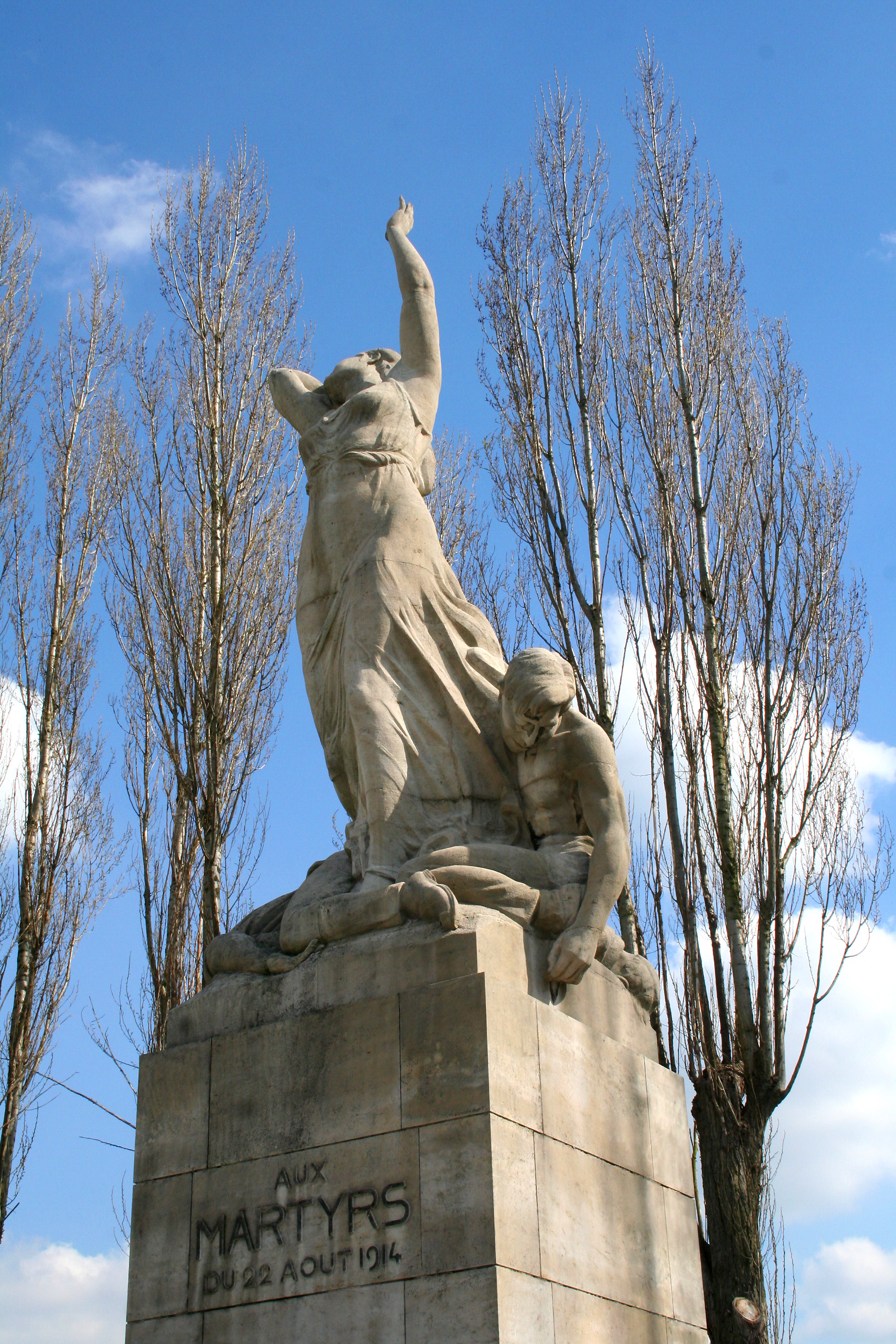
Monument aux victimes du massacre du 22 août 1914.
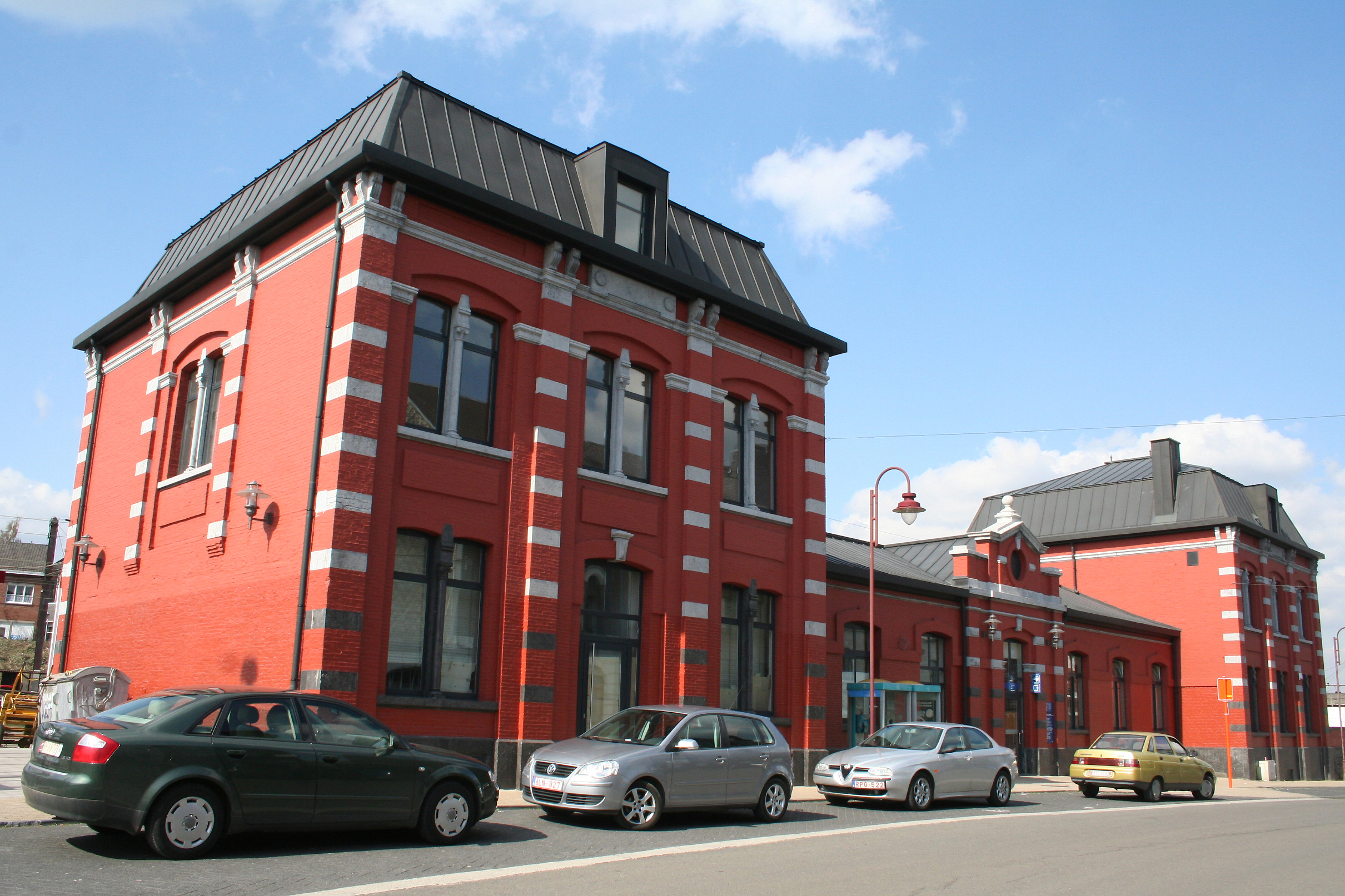
La gare de Tamines.
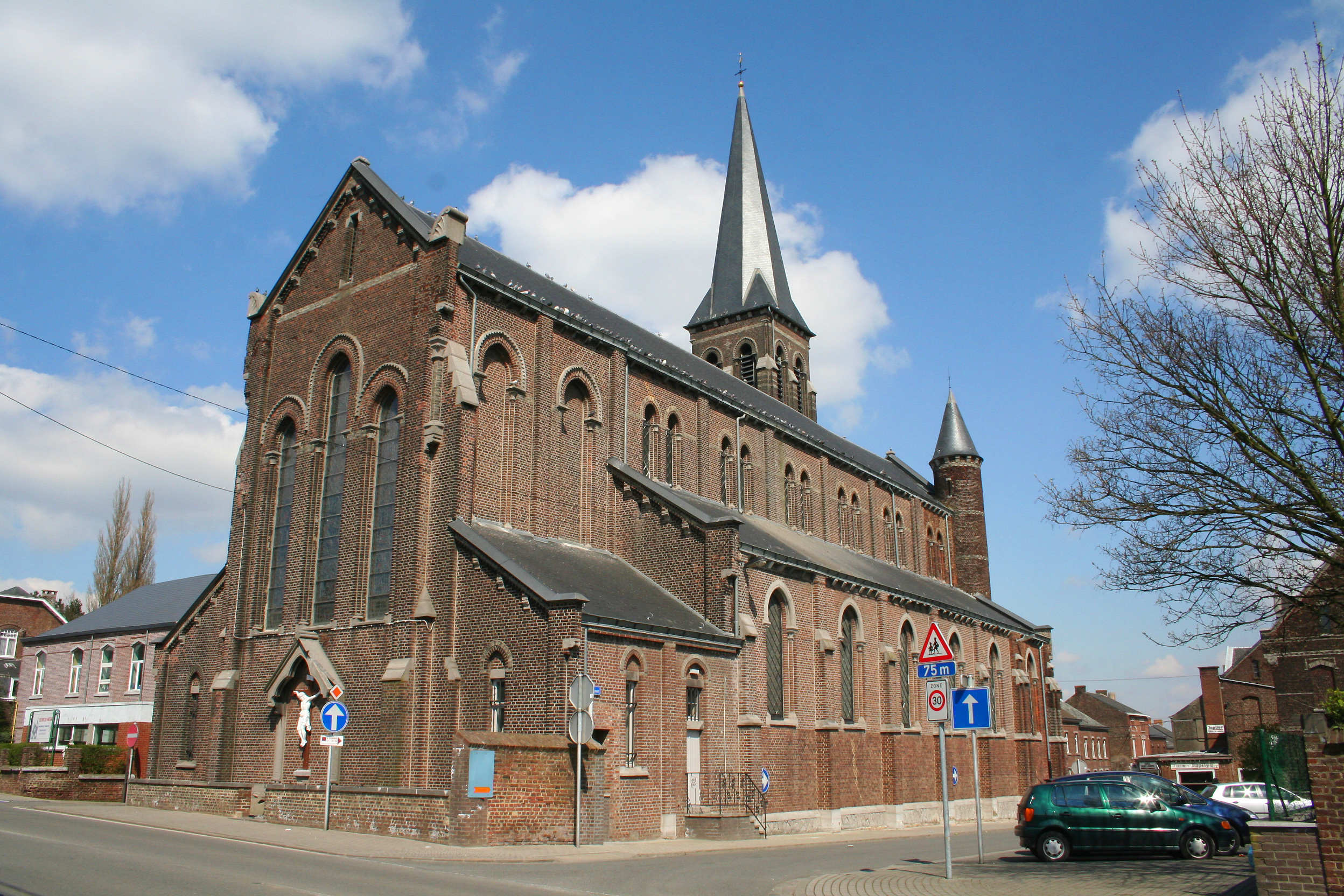
L'église Notre-Dame des Alloux.

## Sports et vie associative

### Sports

#### Football

##### Club
- Royale Jeunesse sportive taminoise.
- Entente Tamines.
- Etoile Taminoise.
- Royale Entente sambrevilloise.

### Vie associative

#### Jumelage
- Nuits-Saint-Georges (France)

## Honneur
L'astéroïde (3121) Tamines porte son nom.